# Министерство финансов Таджикистана
Министерство финансов Республики Таджикистан (тадж. Вазорати молияи Ҷумҳурии Тоҷикистон) — центральный орган исполнительной власти Республики Таджикистан, обеспечивающий проведение единой государственной политики и нормативной-правового регулирования финансовой, бюджетной, налоговой деятельности, бухгалтерского учета и финансовой отчетности, страхового, ломбард, игорный бизнес финансового рынка, ценных бумаг и государственного хранилища ценностей и координирующий в этой сфере деятельность исполнительных органов государственной власти по исполнению и соблюдению налогового законодательства, контролю за правильностью исчисления, полнотой и своевременностью поступления в государственный бюджет и государственные фонды налогов, сборов и других обязательных платежей налогоплательщиками и управление государственными финансами.
Министерство финансов осуществляет свою деятельность на основании Конституции Республики Таджикистан, конституционных законов и законов Республики Таджикистан, решений Маджлиси милли, Маджлиси намояндагон и Малжлиси Оли Республики Таджикистан, указов и распоряжений Президента Республики Таджикистан, постановлений распоряжений Правительства Республики Таджикистан, нормативно-правовых актов, признанных Республикой Таджикистан.

## История
История становления финансовой системы в стране начинается с создания Финансовой комиссии Совета солдатских депутатов Худжандского уезда с двумя отделами — налоговым и следственным. Уездное казначейство, действовавшее до 1920 года, стало финансовым отделом Худжандской уездной управы. В 1929 году это отделение было объединено с доходно-платёжным фондом. В этот период существовало всего два вида налогов — местный городской налог на недвижимое имущество и налог на общественное имущество. Эти налоги собирались только с богатых людей. Собранные от этих налогов деньги шли на жалованье администрации, полиции, связистов и обеспечение канцелярии Совета необходимыми материалами. После образования Автономной Советской Социалистической Республики Таджикистан (АССР) начала действовать организованная и упорядоченная структура финансов. 7 декабря 1924 года решением Ревкома СССР был создан Народный комиссариат финансов СССР. С октября 1929 года, после образования Таджикской ССР, Наркомат финансов Таджикской ССР стал Народным комиссариатом финансов Таджикской ССР, положив конец своей зависимости от государственного бюджета Республики Узбекистан. 15 марта 1946 года Постановлением Верховного Совета Таджикской ССР от 15 марта 1946 года название Народного комиссариата Таджикской ССР было изменено на Министерство финансов Таджикской ССР.
В советское время в Таджикистане сформировалась современная финансовая структура, она развивалась и процветала более 70 лет и способствовала формированию новой государственной структуры в республике. В июне 1992 года Постановлением Кабинета Министров Республики Таджикистан на базе Министерства экономики и торговли и Министерства финансов было создано Министерство экономики и финансов Республики Таджикистан. 23 июня 1993 года Постановлением Кабинета Министров Республики Таджикистан Министерство финансов начало функционировать как самостоятельное учреждение.

### Структура министерства
В эпоху государственной независимости и перехода к рыночным экономическим отношениям цели, задачи и обязанности Министерства финансов Республики Таджикистан были принципиально изменены, а государственная финансовая система была организована по новой структуре.

### Структура центрального аппарата Министерства финансов Республики Таджикистан
- Руководство;
- Главное управление Государственного бюджета;
- Главное управление налоговой политики и государственных сборов;
- Главное управление центрального казначейства;
- Главное управление государственного долга и привлечения государственных инвестиций;
- Главное управление бюджетной политики в реальных отраслях экономики;
- Управление секретариата;
- Управление бюджетов органов государственной власти и управления;
- Управление бюджетов обороны и правоохранительных органов;
- Управление бухгалтерской политики, финансовой отчетности и аудиторской деятельности;
- Управление внутреннего аудита и контроля;
- Управление кадров;
- Департамент мониторинга финансово-хозяйственной деятельности крупных государственных предприятий;
- Юридическое управление;
- Управление делами;
- Управление бухгалтерии и планирования.

### Структура управления Министерства финансов Республики Таджикистан
- Центральное устройство;
- Департамент финансов ГБАО;
- руководитель управления финансов Согдийской области;
- руководитель управления финансов Хатлонской области;
- Департамент финансов города Душанбе;
- Финансовые управления городов и районов Республики Таджикистан;
- надзор за государственной поддержкой;
- Казначейство государственных ресурсов;
- Служба государственного страхового контроля;
- Агентство развития рынка ценных бумаг и специализированная регистрация.

### Организации и учреждения Министерства финансов Республики Таджикистан
- Государственное образовательное учреждение «Таджикистанский университет финансов и экономики»;
- Научно-исследовательский институт «Молия»; редактор журнала «Финансы и учёт»;
- Отдел строительных, ремонтных и сервисных работ; Государственная инвестиционно-страховая компания «Точиксармоязур»;
- Пресса Министерства финансов Республики Таджикистан; Специальное государственное предприятие республики «Тило Таджик»;
- Центр профессионального развития; КВД «Центр поддержки межбюджетных финансовых операций»;
- КВД «Сервисный центр по ведению финансовой отчетности»;
- Государственное учреждение "Центр реализации проекта «Доступ к зелёным финансам и фондам развития сельского хозяйства».